# Novaculoides macrolepidotus
Novaculoides macrolepidotus är en fiskart som först beskrevs av Bloch, 1791.  Novaculoides macrolepidotus ingår i släktet Novaculoides och familjen läppfiskar. IUCN kategoriserar arten globalt som livskraftig. Inga underarter finns listade i Catalogue of Life.